# Kevin Anderson (tenista)

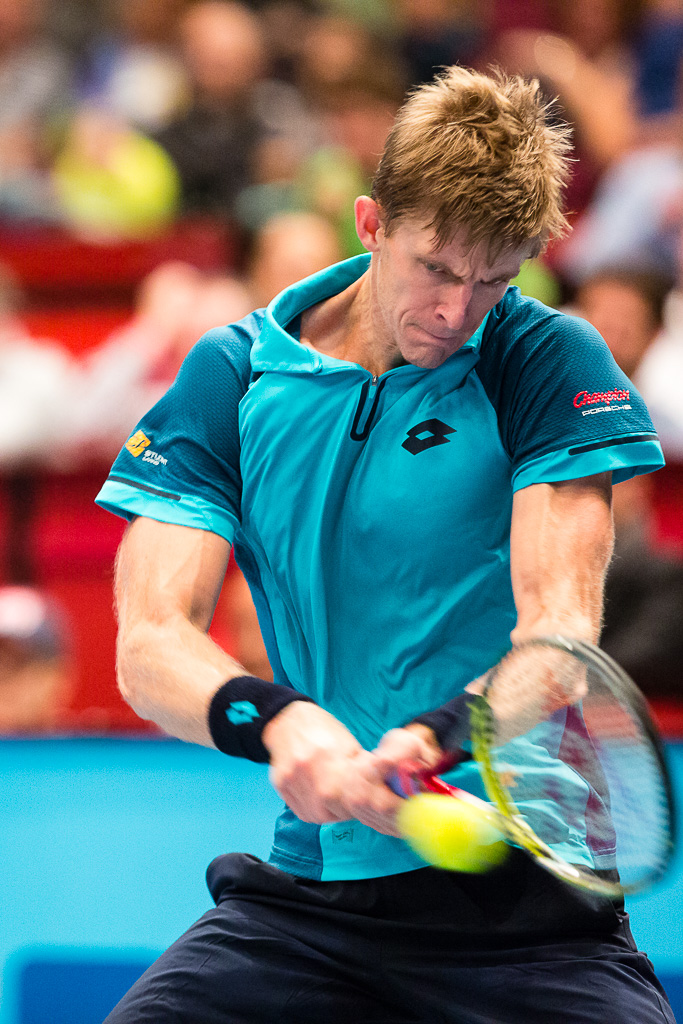
Bekhend na vídeňském Erste Bank Open 2017, kde na úvod vypadl s kvalifikantem Guillermem Garcíou-Lópezem

Kevin Anderson (* 18. května 1986 Johannesburg) je bývalý jihoafrický profesionální tenista a finalista z US Open 2017 i Wimbledonu 2018, který se na okruzích pohyboval v letech 2007–2022. Na okruhu ATP Tour vyhrál sedm turnajů ve dvouhře a jeden ve čtyřhře. V rámci ATP Challenger Tour získal tři tituly ve dvouhře a pět ve čtyřhře.
Na žebříčku ATP byl ve dvouhře nejvýše klasifikován v červenci 2018 na 5. místě a ve čtyřhře pak v listopadu 2014 na 58. místě. Trénovali jej Diego Moyano, Jay Bosworth a Brad Stine.
Na nejvyšší grandslamové úrovni se jako první Afričan v otevřené éře probojoval v roce 2017 do finále US Open, kde podlehl světové jedničce Rafaelu Nadalovi. Finále odehrál z pozice nejníže postaveného hráče v historii open éry Flushing Meadows, když mu patřila 32. příčka žebříčku. Ve Wimbledonu 2018 rozhodl čtvrtfinále s osminásobným šampionem Federerem až v páté sadě poměrem gamů 13–11 a semifinále s Isnerem za 6.36 hodiny poměrem her 26–24. Jednalo se o čtvrtý nejdelší zápas v historii tenisu. V závěrečné duelu jej zdolal Srb Novak Djoković. Na Turnaji mistrů 2018 postoupil jako první Afričan od založení závěrečné události v roce 1970 do semifinále.
V jihoafrickém daviscupovém týmu debutoval v roce 2008 utkáním zóny Evropy a Afriky proti Finsku, v němž porazil Juho Paukku. V soutěži nastoupil k pěti mezistátním utkáním s bilancí 8–1 ve dvouhře a 1–0 ve čtyřhře.
Jihoafrickou republiku reprezentoval na Letních olympijských hrách 2008 v Pekingu, kde v mužské dvouhře vypadl ve druhém kole s patnáctým nasazeným Němcem Nicolasem Kieferem. Do mužské čtyřhry nastoupil s Jeffem Coetzeem. Soutěž opustili po prohře v úvodním kole od španělských turnajových pětek Nicoláse Almagra a Davida Ferrera.
V říjnu 2020 převzal po Djokovićovi prezidentství Hráčské rady ATP z pozice viceprezidenta.

## Tenisová kariéra
Po finálové účasti na Tennis Channel Open 2008 v Las Vegas, kde podlehl Samu Querreymu, se 10. března 2008 stal poprvé nejvýše postaveným Jihoafričanem v žebříčku ATP. Premiérovou trofej na okruhu ATP World Tour vybojoval z únorového SA Tennis Open 2011 v rodném Johannesburgu, když v boji o titul přehrál Inda Somdeva Devvarmana. Druhý titul získal na únorovém Delray Beach International Tennis Championships 2012 po závěrečné výhře nad Australanem Marinkem Matosevicem. V rozmezí dalších tří sezón následovala šňůra šesti finálových porážek, když postupně odešel poražen v Sydney, Casablance, Atlantě, Delray Beach, Acapulcu, Memphisu a také v londýnském Queen's Clubu nenašel recept na Brita Andyho Murrayho.
Až na březnovém Winston-Salem Open 2015 přerušil sérii finálových porážek a po vítězství nad Francouzem Pierrem-Huguesem Herbertem dobyl třetí trofej. Přestože vypadl s Gillesem Müllerem v úvodním kole tokijského Rakuten Japan Open Tennis Championships 2015, v následném vydání žebříčku ATP z 12. října 2015 byl poprvé klasifikován jako člen elitní světové desítky, kterou uzavíral 10. místem. Stal se tak prvním Jihoafričanem v nejlepší desítce tenistů po osmnácti letech.
Čtvrtý titul z túry ATP přišel na premiérovém ročníku New York Open 2018, prvním turnaji v historii ATP hraném na černém povrchu. V boji o titul zdolal americkou turnajovou dvojku Sama Querreyho po třísetovém průběhu. Bodový zisk jej posunul na nové kariérní maximum, když mu 19. února 2018 patřila 9. příčka.
Do prvního grandslamového finále postoupil na newyorském US Open 2017 po výhře nad dvanáctým nasazeným Španělem Pablem Carreñem Bustou. Z pozice turnajové osmadvacítky v něm nestačil na světovou jedničku Rafaela Nadala po hladkém třísetovém průběhu.
Podruhé odešel jako poražený grandslamový finalista z Wimbledonu 2018, kde svedl pětisetové bitvy ve čtvrtfinále i semifinále. Mezi poslední osmičkou hráčů vyřadil světovou dvojku, osminásobného šampiona turnaje a obhájce titulu Rogera Federera, přestože v žádném ze čtyř předchozích vzájemných utkání neuhrál ani jednu sadu a v průběhu utkání prohrával již 0–2 na sety. Ve třetím setu pak odvrátil Švýcarovi mečbol a průběh otočil, s výsledným poměrem gamů 13–11 v pátém rozhodujícím dějství. Vítězné semifinále proti Američanovi Johnu Isnerovi trvalo 6.36 hodin a pátá sada skončila vysokým poměrem 26–24. Po duelu Isner–Mahut z Wimbledonu 2010 tak představovalo druhý nejdelší wimbledonský zápas a třetí nejdelší v celé tenisové historii. Přemožitele nalezl až ve finále, v němž podlehl dvacátému prvnímu hráči žebříčku Novaku Djokovićovi ve třech setech. Do wimbledonského finále se probojoval jako první reprezentant Jihoafrické republiky, respektive Jihoafrické unie, od roku 1921, kdy do boje o titul postoupil Brian Norton (jihoafrický finalista z roku 1985 Kevin Curren reprezentoval Spojené státy). Vytvořil také wimbledonský rekord v počtu odehraných gamů ve dvouhře během jednoho ročníku, když jich odehrál 349 a překonal Roddickův výkon 331 her z roku 2009. Bodový zisk jej poprvé posunul do elitní světové pětky, jíž uzavíral na 5. místě.
V úvodním kole vídeňského Erste Bank Open 2018 odvrátil mečbol Gruzínci Nikolozi Basilašvilimu a utkání vyhrál. Následně si připsal páté turnajové vítězství a první z kategorie ATP 500, když ve finále zdolal japonskou turnajovou pětku Keie Nišikoriho po dvousetovém průběhu. Bodový zisk mu zajistil debutový start na Turnaji mistrů jako prvnímu Jihoafričanovi po 23 letech, od účasti Wayna Ferreiry. Šestou trofej si odvezl z lednového Maharashtra Open 2019, když ve finále porazil chorvatskou světovou stovku Iva Karloviće. Všechny sady rozhodly až zkrácené hry. Oba shodně zahráli 111 vítězných míčů. Ve statistice es dominoval chorvatský tenista v poměru 36–21. Karlović odvrátil všech osm brejkbolů a Jihoafričan nečelil žádnému. Anderson měřící 203 cm a Karlović s výškou 211 cm odehráli „nejvyšší“ finále v historii ATP, když v žádném předchozím boji o titul se neobjevila vyšší dvojice hráčů.
Poslední turnaj odehrál jako šťastný poražený kvalifikant na březnovém Miami Open 2022, kde po volném losu podlehl Argentinci Juanu Manuelu Cerúndolovi.

## Soukromý život
Roku 2011 se oženil se svou spolužačkou, golfistkou Kelsey O'Nealovou. Manželé se přestěhovali do floridského Delray Beach. Ve Spojených státech se tak stal trvalým rezidentem. V červnu 2016 zřídil webové stránky Realife Tennis pro výuku tenisu a tenisových kurzů.

## Finále na Grand Slamu

### Mužská dvouhra: 2 (0–2)
| Stav      | rok  | turnaj    | povrch | soupeř ve finále | výsledek           |
| --------- | ---- | --------- | ------ | ---------------- | ------------------ |
| Finalista | 2017 | US Open   | tvrdý  | Rafael Nadal     | 3–6, 3–6, 4–6      |
| Finalista | 2018 | Wimbledon | tráva  | Novak Djoković   | 2–6, 2–6, 6−7(3−7) |

## Finále na okruhu ATP Tour
| Legenda                       |
| D – dvouhra; Č – čtyřhra      |
| Grand Slam (0–2 D)            |
| Turnaj mistrů (0)             |
| ATP Tour Masters 1000 (0–0 D) |
| ATP Tour 500 (1–4 D; 1–2 Č)   |
| ATP Tour 250 (6–7 D; 0–1 Č)   |

### Dvouhra: 20 (7–13)
| Stav      | č.  | datum             | turnaj                                | povrch    | soupeř ve finále      | výsledek                     |
| --------- | --- | ----------------- | ------------------------------------- | --------- | --------------------- | ---------------------------- |
| Finalista | 1.  | 9. března 2008    | Las Vegas, Spojené státy              | tvrdý     | Sam Querrey           | 6–4, 3–6, 4–6                |
| Vítěz     | 1.  | 6. února 2011     | Johannesburg, Jihoafrická republika   | tvrdý     | Somdev Devvarman      | 4–6, 6–3, 6–2                |
| Vítěz     | 2.  | 4. března 2012    | Delray Beach, Spojené státy           | tvrdý     | Marinko Matosevic     | 6–4, 7–6(7–2)                |
| Finalista | 2.  | 12. ledna 2013    | Sydney, Austrálie                     | tvrdý     | Bernard Tomic         | 3–6, 7–6(7–2), 3–6           |
| Finalista | 3.  | 14. dubna 2013    | Casablanca, Maroko                    | antuka    | Tommy Robredo         | 6–7(6–8), 6–4, 3–6           |
| Finalista | 4.  | 29. července 2013 | Atlanta, Spojené státy                | tvrdý     | John Isner            | 7–6(7–3), 6–7(2–7), 6–7(2–7) |
| Finalista | 5.  | 23. února 2014    | Delray Beach, Spojené státy (2)       | tvrdý     | Marin Čilić           | 6–7(6–8), 7–6(9–7), 4–6      |
| Finalista | 6.  | 2. března 2014    | Acapulco, Mexiko                      | tvrdý     | Grigor Dimitrov       | 6–7(1–7), 6–3, 6–7(5–7)      |
| Finalista | 7.  | 15. února 2015    | Memphis, Spojené státy                | tvrdý (h) | Kei Nišikori          | 4–6, 4–6                     |
| Finalista | 8.  | 21. června 2015   | Londýn, Spojené království            | tráva     | Andy Murray           | 3–6, 4–6                     |
| Vítěz     | 3.  | 29. srpna 2015    | Winston-Salem, Spojené státy          | tvrdý     | Pierre-Hugues Herbert | 6–4, 7–5                     |
| Finalista | 9.  | 6. srpna 2017     | Washington, D.C., Spojené státy       | tvrdý     | Alexander Zverev      | 4–6, 4–6                     |
| Finalista | 10. | 10. září 2017     | US Open, New York, Spojené státy      | tvrdý     | Rafael Nadal          | 3–6, 3–6, 4–6                |
| Finalista | 11. | 6. ledna 2018     | Puné, Indie                           | tvrdý     | Gilles Simon          | 6–7(4–7), 2–6                |
| Vítěz     | 4.  | 18. února 2018    | New York, Spojené státy               | tvrdý (h) | Sam Querrey           | 4–6, 6–3, 7–6(7–1)           |
| Finalista | 12. | 5. března 2018    | Acapulco, Mexiko                      | tvrdý     | Juan Martín del Potro | 4–6, 4–6                     |
| Finalista | 13. | 15. července 2018 | Wimbledon, Londýn, Spojené království | tráva     | Novak Djoković        | 2–6, 2–6, 6−7(3−7)           |
| Vítěz     | 5.  | 28. října 2018    | Vídeň, Rakousko                       | tvrdý (h) | Kei Nišikori          | 6–3, 7–6(7–3)                |
| Vítěz     | 6.  | 6. ledna 2019     | Puné, Indie                           | tvrdý     | Ivo Karlović          | 7–6(7–4), 6–7(2–7), 7–6(7–5) |
| Vítěz     | 7.  | 18. července 2021 | Newport, Spojené státy                | tráva     | Jenson Brooksby       | 7–6(10–8), 6–4               |

### Čtyřhra: 4 (1–3)
| Stav      | č. | datum          | turnaj                          | povrch    | spoluhráč     | soupeři ve finále                | výsledek                   |
| --------- | -- | -------------- | ------------------------------- | --------- | ------------- | -------------------------------- | -------------------------- |
| Finalista | 1. | 19. února 2012 | San Jose, Spojené státy         | tvrdý (h) | Frank Moser   | Mark Knowles Xavier Malisse      | 4–6, 6–1, [5–10]           |
| Finalista | 2. | 5. srpna 2012  | Washington, D.C., Spojené státy | tvrdý     | Sam Querrey   | Treat Conrad Huey Dominic Inglot | 6–7(5–7), 7–6(9–7), [5–10] |
| Vítěz     | 1. | 2. března 2014 | Acapulco, Mexiko                | tvrdý     | Matthew Ebden | Feliciano López Max Mirnyj       | 6–3, 6–3                   |
| Finalista | 3. | 26. října 2014 | Valencie, Španělsko             | tvrdý (h) | Jérémy Chardy | Jean-Julien Rojer Horia Tecău    | 4–6, 2–6                   |

## Tituly na ATP Challenger Tour
| Legenda                |
| ---------------------- |
| Challengery (3 D; 5 Č) |

### Dvouhra (3)
| č. | datum              | turnaj                     | povrch    | poražený fináalista | výsledek      |
| -- | ------------------ | -------------------------- | --------- | ------------------- | ------------- |
| 1. | 16. září 2007      | New Orleans, Spojené státy | tvrdý     | Sam Warburg         | 6–4, 6–0      |
| 2. | 16. listopadu 2008 | Champaign, Spojené státy   | tvrdý (h) | Kevin Kim           | 6–3, 6–4      |
| 3. | 10. května 2009    | Sanremo, Itálie            | antuka    | Blaž Kavčič         | 2–6, 6–2, 7–5 |

### Čtyřhra (5)
| č. | datum              | turnaj                     | povrch    | spoluhráč     | poražení fináalisté          | výsledek               |
| -- | ------------------ | -------------------------- | --------- | ------------- | ---------------------------- | ---------------------- |
| 1. | 16. září 2007      | New Orleans, Spojené státy | tvrdý     | Ryler DeHeart | Rajeev Ram Bobby Reynolds    | 6–2, 6–3               |
| 2. | 22. listopadu 2008 | Knoxville, Spojené státy   | tvrdý (h) | G.D. Jones    | Rajeev Ram Bobby Reynolds    | 3–6, 6–0, [10–7]       |
| 3. | 26. července 2009  | Lexington, Spojené státy   | tvrdý     | Ryler DeHeart | Amir Hadad Harel Levy        | 6–4, 4–6, [10–6]       |
| 4. | 9. srpna 2009      | Vancouver, Kanada          | tvrdý     | Rik de Voest  | Ramon Delgado Kaes Van't Hof | 6–4, 6–4               |
| 5. | 31. ledna 2010     | Honolulu, Spojené státy    | tvrdý     | Ryler DeHeart | Kyu-Tae Im Martin Slanar     | 3–6, 7–6(7–2), [15–13] |

## Chronologie výsledků na Grand Slamu

### Mužská dvouhra
| Turnaj          | 2007 | 2008    | 2009    | 2010    | 2011    | 2012    | 2013    | 2014    | 2015    | 2016    | 2017    | 2018    | 2019    | 2020    | 2021    | 2022    | SR     | V–P   | % výher |
| --------------- | ---- | ------- | ------- | ------- | ------- | ------- | ------- | ------- | ------- | ------- | ------- | ------- | ------- | ------- | ------- | ------- | ------ | ----- | ------- |
| Australian Open | A    | 1. kolo | 1. kolo | 1. kolo | 1. kolo | 3. kolo | 4. kolo | 4. kolo | 4. kolo | 1. kolo | A       | 1. kolo | 2. kolo | 2. kolo | 1. kolo | 1. kolo | 0 / 13 | 13–13 | 50 %    |
| French Open     | A    | Q2      | Q3      | 1. kolo | 2. kolo | 3. kolo | 4. kolo | 4. kolo | 3. kolo | 1. kolo | 4. kolo | 4. kolo | A       | 3. kolo | 1. kolo | —       | 0 / 11 | 19–11 | 63 %    |
| Wimbledon       | A    | 1. kolo | Q1      | 1. kolo | 2. kolo | 1. kolo | 3. kolo | 4. kolo | 4. kolo | 1. kolo | 4. kolo | F       | 3. kolo | NH      | 2. kolo | —       | 0 / 12 | 20–12 | 63 %    |
| US Open         | A    | Q1      | Q1      | 3. kolo | 3. kolo | 1. kolo | 2. kolo | 3. kolo | ČF      | 3. kolo | F       | 4. kolo | A       | 1. kolo | 2. kolo | —       | 0 / 11 | 23–11 | 68 %    |
| výhry–prohry    | 0–0  | 0–2     | 0–1     | 2–4     | 4–4     | 4–4     | 9–4     | 11–4    | 12–4    | 2–4     | 12–3    | 12–4    | 3–2     | 3–3     | 2–4     | 0–1     | 0 / 47 | 76–47 | 62 %    |

| Legenda | Legenda                                   | Legenda | Legenda                     |
| ------- | ----------------------------------------- | ------- | --------------------------- |
| SR      | poměr vyhraných turnajů ku všem odehraným | W–L V–P | výhry–prohry                |
| NH      | daný rok se turnaj nekonal                | A       | turnaje se hráč nezúčastnil |
| 1Q / LQ | prohra v (kole) kvalifikace               | 1k / 1R | prohra v daném kole turnaje |
| QF / ČF | prohra ve čtvrtfinále                     | SF      | prohra v semifinále         |
| F       | prohra ve finále                          | Vítěz   | vítězství v turnaji         |

## Postavení na konečném žebříčku ATP

### Dvouhra
| Rok    | 2004  | 2005   | 2006   | 2007   | 2008   | 2009   | 2010  | 2011  | 2012  | 2013  | 2014  | 2015  | 2016  | 2017  | 2018 | 2019  | 2020  | 2021  |
| Pořadí | 1175. | ▲ 548. | ▲ 513. | ▲ 228. | ▲ 106. | ▼ 161. | ▲ 61. | ▲ 32. | ▼ 37. | ▲ 20. | ▲ 16. | ▲ 12. | ▼ 67. | ▲ 14. | ▲ 6. | ▼ 91. | ▲ 81. | ▲ 79. |

### Čtyřhra
| Rok    | 2004 | 2005    | 2006   | 2007   | 2008   | 2009   | 2010   | 2011   | 2012  | 2013   | 2014  | 2015  | 2016 | 2017 | 2018   | 2019 | 2020 | 2021 |
| Pořadí | 947. | ▼ 1005. | ▲ 527. | ▲ 441. | ▲ 156. | ▼ 171. | ▼ 259. | ▲ 110. | ▲ 91. | ▼ 347. | ▲ 58. | ▼ 98. | —    | 286. | ▼ 321. | —    | —    | —    |